# المرشحون للكرسي البابوي القبطي
قائمة المرشحون للكرسي البابوي القبطي

## الآباء المطارنة والأساقفة والرهبان المرشحون للكرسي البابوي
أولا: الآباء المطارنة والأساقفة:
1 - الأنبا بيشوى مطران دمياط وكفر الشيخ وتوابعها.
2- الأنبا بفنوتيوس أسقف أبرشية سمالوط وطحا الأعمدة.
4- الأنبا كيرلس أسقف ميلانو إيطاليا.
5- الأنبا يوأنس سكرتير البابا شنودة والأسقف العام.
6 - الأنبا تاوضروس أسقف عام أبرشية البحيرة.
7 - الأنبا رافائيل أسقف عام كنائس وسط القاهرة.
ثانيا: الآباء الرهبان:
8- القمص أنسطاسي.
9 - القمص باخوميوس السرياني.
10- القمص دانيال السرياني.
11 - القمص سارافيم السرياني.
12 - القمص رافائيل أفامينا.
13- القمص شنودة الأنبا بيشوي.
14- القمص مكسيموس الأنطوني.
15- الراهب بيشوى الانبا بولا.
16- القمص ساويرس الأنبا بولا.
17- القمص بيجول الأنبا بيشوي.

## الأسماء النهائية للمرشحون الخمسة للكرسي البابوي المصرى
- المرشح الأول الأنبا رافائيل ، يبلغ من العمر 54 عاما وهو أسقف كنائس وسط القاهرة، واسمه قبل الرهبنة ميشيل عريان حكيم، حاصل على بكالوريوس في الطب والجراحة من جامعة عين شمس عام 1981 وعمل طبيبا لفترة، وفي عام 1984 حصل على بكالوريوس الكلية الإكليريكية، وفي عام 1990 رسّم راهبا بدير البراموس باسم الراهب يسطس.
- المرشح الثانيالأنبا تاوضروس أسقف عام البحيرة، (60 عاما)، واسمه قبل الرهبنة وجيه صبحي باقي سليمان، حاصل على بكالوريوس صيدلة الإسكندرية 1975 وبكالوريوس الكلية الإكليريكية وزمالة الصحة العالمية بإنجلترا 1985. ورسم راهبا عام 1988 بدير الأنبا بيشوي.
- المرشح الثالثالقمص رافائيل أفامينا  ,(70 عاما)، واسمه قبل الرهبنة رفائيل صبحي توفيق، حاصل على ليسانس حقوق جامعة عين شمس، وكان يعمل شماسا خاصا للبابا كيرلس السادس، ورسم راهبا في عام 1969 بدير الأنبا مارمينا العجايبي بمريوط.
- المرشح الرابع القمص باخوميوس السرياني، (49 عاما)، واسمه قبل الرهبنة ماجد كرم صالح لاوندي، حاصل على بكالوريوس علوم وتربية، وكان يعمل مدرس رياضيات، ورسم راهبا في عام 1991 بدير السريان.
- المرشح الخامس القمص سارافيم السرياني، (53 عاما)، واسمه قبل الرهبنة عزيز غالي صبري عزيز، حاصل على بكالوريوس علوم جامعة عين شمس، وكان يعمل باحثا طبيا بوحدة الأبحاث الطبية الأميركية بالقاهرة (نمرو)، ورسم راهبا في عام 1993.[5][5][6]

## أسماء الفائزين الثلاثة الحاصلين على أعلى الأصوات في انتخابات البطريرك
- الأنبا رافائيل 1980صوتا.
- الأنبا تاوضروس 1623صوتا.
- القمص رافائيل أفامينا 1530 صوتا.

## البطريرك الذي وقعت عليه القرعة الهيكلية
تاوضروس الثانى البابا 118.